# Concert Spirituel (zespół muzyczny)
Concert Spirituel – francuski zespół muzyczny specjalizujący się w interpretacji muzyki barokowej na instrumentach historycznych. Zespół zapożyczył nazwę od pierwszych francuskich koncertów prywatnych, które pojawiły się na początku XVIII wieku i  odbywały aż do rewolucji francuskiej. Concert Spirituel powstał w roku 1987, a jego założycielem i kierownikiem jest Hervé Niquet.

## Działalność i repertuar
Początkowo celem działalności ansamblu było przywrócenie słuchaczom dzieł muzycznych, grywanych na dworze w Wersalu w czasach baroku. Trzon repertuaru Concert Spirituel tworzą zatem kompozycje Marc-Antoine’a Charpentiera i Jean-Baptiste’a Lully’ego, André Campry i Josepha Bodina de Boismortiera, wzbogacone o utwory innych kompozytorów francuskich owych czasów, a także twórców innych narodowości, m.in. angielskich i włoskich. W realizacji swojej misji Concert Spirituel ściśle współpracuje z Centre de Musique Baroque de Versailles, instytucją utworzoną w 1987 roku z inicjatywy francuskiego ministerstwa kultury, której zadaniem jest poszukiwanie i rozpowszechnianie dzieł muzyki francuskiej z okresu XVII i XVIII wieku. Concert Spirituel wykonuje przede wszystkim utwory muzyki sakralnej, ale ma w repertuarze także dzieła muzyki świeckiej, wśród których można wymienić opery Dafnis i Chloe Josepha Bodina de Boismortiera, Pygmalion Jeana-Philippe’a Rameau, Don Giovanni Wolfganga Amadeusza Mozarta, King Arthur oraz The Indian Queen Henry’ego Purcella.
Działalność zespołu obejmuje też poszukiwanie zapomnianych dzieł francuskiego repertuaru barokowego. Zasługą Concert Spirituel jest ponowne odkrycie takich oper jak  Callirhoe Philippe’a Néricaulta Destouchesa, Proserpine Jean-Baptiste’a Lully’ego, Sémélé Marina Marais'go (nagranie tej opery uhonorowane zostało tytułem operowego nagrania roku ECHO Klassik Awards 2009), Andromaque Andrégo Grétry (nagroda Grand Prix du Disque Académie Charles Cros w 2010 r.), Le Carnaval de Venise Andrégo Campry (nagroda German Record Critics’ Award w 2011 roku), Les Fêtes de l'Hymen et de l'Amour Jeana-Philippe’a Rameau (wydany w Glossie). Wielu spośród instrumentalistów będących członkami zespołu zajmuje się także badaniami nad instrumentami historycznymi i muzyką barokową oraz samodzielną produkcją instrumentów. Ich wspólny wkład pozwala na zrealizowanie nagrań i interpretacji opartych o najświeższe odkrycia w zakresie wykonawstwa i brzmienia muzyki barokowej. Zespół wypracował własne, charakterystyczne brzmienie.
Concert Spirituel regularnie koncertuje w Salle Pleyel, Théâtre des Champs-Élysées i w pałacu w Wersalu. Występuje także w prestiżowych salach koncertowych na całym świecie (m.in. w Barbican Centre, Royal Albert Hall i Wigmore Hall, Concertgebouw w Amsterdamie w Opera City Concert Hall w Tokio, Filharmonii Luksemburskiej, Shanghai Concert Hall, Pałacu Sztuk Pięknych w Brukseli, Theater an der Wien itd).
Zespół współpracował między innymi z takimi reżyserami i choreografami, jak: Gilles i Corinne Benizio (Shirley i Dino), Karole Armitage, Georges Lavaudant, Joachim Schloemer i Christian Schiaretti.
W ciągu ponad dwudziestu lat działalności Hervé Niquet i Le Concert Spirituel nagrał około pięćdziesiąt płyt.

## Najciekawsze projekty muzyczne
W roku 2003 Concert Spirituel nagrał Płytę Fireworks & Watermusic (z nagraniem Muzyki na wodzie i Muzyki ogni sztucznych Georga Friedricha Händla), która została uhonorowana prestiżową nagrodą Edison Music Award (2004). Nagrania dokonano w Concertgebouw w Amsterdamie w maju 2004 roku. Utwór został wówczas wykonany w brzmieniu historycznym przez zespół liczący 100 muzyków.

## Dyskografia
- ANTONIO VIVALDI, Gloria & Magnificat, 2015 Alpha Classics
- WOLFGANG AMADEUS MOZART, Les Mystères d'Isis, 2015 Glossa GCD 921630
- LIVRE-DISQUE JEAN-PHILIPPE RAMEAU, Les Fêtes de l'Hymen et de l'Amour, 2014 Glossa GES 921629-F
- LIVRE-DISQUE JOHANN CHRISTOPH VOGEL, La Toison d’or, 2013 Glossa GES 921628-F
- LOUIS LE PRINCE, Missa Macula non est in te, 2013 Glossa GCD 921627
- LIVRE-DISQUE CHARLES-SIMON CATEL, Sémiramis, 2012 Glossa GES 921625-F
- ALESSANDRO STRIGGIO, Msza na 40 głosów, 2012 Glossa GCDSA 921623
- LIVRE-DISQUE, ANDRE CAMPRA, Le Carnaval de Venise, 2011 Glossa GES 921622-F
- PIERRE BOUTEILLER, Requiem, 2010 Glossa GCD 921621
- LIVRE-DISQUE, ANDRE-ERNEST-MODESTE GRETRY, Andromaque, 2010 Glossa GES 921620-F
- MARC-ANTOINE CHARPENTIER, Missa Assumpta est Maria, GCD 921617
- Réédition, JOSEPH BODIN DE BOISMORTIER, Daphnis & Chloé, GCD 921618
- Réédition, MARC-ANTOINE CHARPENTIER, Messe de Mr Mauroy H. 6, GCD C81602
- LIVRE-DISQUE, MARIN MARAIS, Sémélé, 2007 Glossa GES 921614-F
- GRANDES EAUX MUSICALES 2007 DU CHATEAU DE VERSAILLES, 2007 Glossa GCD 921613
- LIVRE-DISQUE, ANDRE CARDINAL dit DESTOUCHES, Callirhoé, 2006 Glossa GES 921912-f
- MARC-ANTOINE CHARPENTIER, Messe à 8 voix, 8 violons et flûtes H. 3, Te Deum à 8 voix, avec flûtes et violons H. 145, 2006 Glossa GCD 921611
- HENRY DESMAREST, De Profundis, Veni Creator, Cum Invocarem, 2005 Glossa GCD 921610
- JOSEPH BODIN DE BOISMORTIER, Sonaty, 2004 Glossa GCD 92160
- HENRY PURCELL, King Arthur, 2004 Glossa GCD 921608
- MARC-ANTOINE CHARPENTIER, Coffret Charpentier Te Deum & motets - Messe de Mr Mauroy - Leçons de Ténèbres’, 2003 – Glossa GCD 98003
- HENRY DESMAREST, Te deum de Paris – Dominus Regnavit, 2003 – Glossa GCD 21607
- GEORG FRIEDRICH HAENDEl, Water Music & Fireworks, 2003 – Glossa GCD 921606
- JOSEPH BODIN DE BOISMORTIER, Daphnis & Chloé, 2002 – Glossa GCD 921605
- MARC-ANTOINE CHARPENTIER, Messe de Mr Mauroy H. 6, 2002 – Glossa GCD 921602
- Marc-Antoine Charpentier, Leçons de Ténèbres H. 135, H. 136, H. 137 – Méditations H. 380, H. 381, H. 386, H. 388, H. 387, 2002 – Glossa GCD 921604
- Marc-Antoine Charpentier, Te Deum H. 146 – Motets, 2001 – Glossa GCD 921603
- HENRY PURCELL, Dido and Aeneas, 2001 – Glossa GCD 921601
- FRANCOIS D’AGINCOUR, Pièces d’orgue, 2001 – Glossa GCD 921701
- François D'Agincour, Pièces de clavecin, 2001 – Glossa GCD 921702
- JOSEPH BODIN DE BOISMORTIER, Sérénade, concerto pour basson et pièces pour musette et vielle à roue, 1999 – Naxos 8.554.456/57
- MARC-ANTOINE CHARPENTIER, Vespres chez la Duchesse de Guise, 1998 – Naxos 8.554.453
- LOUIS-NICOLAS CLERAMBAULT, Le Triomphe d'Iris, 1998 – Naxos 8.554.455
- PAOLO LORENZANI, Motets pour le Roy Louis XIV, 1997 – Naxos 8.553.648
- JOSEPH MICHEL, Leçons de Ténèbres, 1997 – Naxos 8.553.295
- JOSEPH BODIN DE BOISMORTIER, Ballets de Village et sérénade, 1997 – Naxos 8.553.296
- MARC-ANTOINE CHARPENTIER, Messe - Te Deum pour le Roy, 1996 – Naxos 8.553.175
- LOUIS-NICOLAS CLERAMBAULT, Cantates pour soprano et basse, Sandrine Piau, 1996 – Naxos 8.553.744
- Loui-Nicolas Clérambault, Intégrale des sonates, Luc Coadou, 1996 – Naxos 8.553.743
- ROBERT DE VISÉE & FRANCESCO CORBETTA, Pièces en contrepartie à deux guitares et deux théorbes, 1996 – Naxos 8.553.745
- JOSEPH BODIN DE BOISMORTIER, Don Quichotte chez la Duchesse, ballet comique en trois actes, 1996 – Naxos 8.553.647
- Joseph Bodin de Boismortier, Six Concerti à cinq flûtes traversières seules sans basse, 1995 – Naxos 8.553.639
- ORACIO BENEVOLO, Messe et motets à double chœur, 1995 – Naxos 8.553.636
- JEAN-NICOLAS GEOFFROY, Messe et Magnificat pour orgue et chœur, 1995 – Naxos 8.553.637
- MARC-ANTOINE CHARPENTIER, Vespres à la Vierge, 1995 – Naxos 8.553.174
- Marc-Antoine Charpentier, Messe des morts - Litanies à la Vierge H. 83 – motets, 1994 – Naxos 8.553.173
- JEAN-BAPTISTE LULLY, Grands motets vol. 3 : Benedictus, Notus in Judae, Exaudiat te, O dulcissime Jesu, Laudate pueri, Domine Salvum fac Regem, 1994 – Naxos 8.554.399
- Jean-Baptiste Lully, Grands motets vol. 2 : O Lachrymae, De Profundis, Dies irae, Quare fremuerunt, 1994 – Naxos 8.554.398
- Jean-Baptiste Lully, Grands motets vol. 1 : Te Deum, Miserere, Plaude LaetareGallia, 1993 – Naxos 8.554.397
- JEAN-PHILIPPE RAMEAU, Pigmalion, Le Temple de la Gloire (extraits), 1993 – Virgin Veritas 5 61539 2
- Jean-Philippe Rameau, Grands Motets, 1992 – Virgin Veritas 5 61526 2
- ANDRE CAMPRA, Messe Ad Majorem Dei Gloriam et motets Cantate Domino, Deus noster Refugium, De Profundis, 1992 – Accord 465 934-2
- André Campra, Requiem, motet Benedictus Dominus, 1991 – Accord 472 236-2
- André Campra, Te Deum, motets Notus in Judea Deus, Deus in Nomine tuo, Adda 241942
- JOSEPH BODIN DE BOISMORTIER, Motet à grand chœur, motets à voix seule mêlés de symphonies, 1991 – Adda 240172
- GIOACCHINO ROSSINI, La Cambiale di Matrimonio, 1991 – Accord 476 058-2
- JEAN GILLES, Te Deum, motet Diligam te Domine, 1990 – Accord 472 237-2
- Jean Gilles, Motet à St-Jean Baptiste, Trois Lamentations pour la Semaine Sainte, 1989 – Accord 465 926-2
- Jean Gilles, Requiem, motet Beatus quem elegisti, 1989 – Accord 465 924-2

## Płyty DVD
- DON QUICHOTTE CHEZ LA DUCHESSE - BOISMORTIER, inscenizacja: Gilles et Corinne Benizio, produkcja: Step by Step Productions, Château de Versailles, Le Concert Spirituel, realizacja: Louise Narboni (Alpha Classics - 2015)
- MESSE A 40 VOIX. Les aventuriers de la messe perdue - STRIGGIO, GVD 921624, produkcja: Step by Step Productions, realizacja: Laurent Portes, Olivier Simonnet. (chez Glossa / dystrybucja Harmonia Mundi - 2011)
- KING ARTHUR – PURCELL, GVD 921619, inscenizacja: Gilles et Corinne Benizio (alias Shirley et Dino)
- MARC-ANTOINE CHARPENTIER, Médée, Stéphanie d’Oustrac, Tragédie en musique (label Armide/distribution Harmonia Mundi - 2005)